# Evžen II.
Evžen II. (??, Řím – 27. srpna 827 Řím) byl papežem od 8. května 824 až do své smrti.